# Francisco Gonzales León
Pour les articles homonymes, voir Gonzales et Léon.
Francisco Gonzales León (28 mars 1947 – 29 septembre 2008) est un footballeur péruvien qui jouait au poste d'attaquant. Il a terminé deux fois meilleur buteur du championnat du Pérou dans les années 1970.

## Biographie
La carrière de Francisco Pancho Gonzales León est associée au Defensor Lima, club où il joue à plusieurs reprises entre 1967 et 1978, avec lequel il remporte le championnat du Pérou en 1973. Il remporte un deuxième championnat du Pérou en 1976 avec l'Unión Huaral même s'il n'y joue que très peu. Il passe ses dernières années de footballeur professionnel à l'Alfonso Ugarte de Puno où il met fin à sa carrière en 1983 comme entraîneur-joueur.
Sur le plan individuel, il est sacré meilleur buteur du championnat du Pérou deux fois d'affilée en 1972 (20 buts marqués) et 1973 (25 buts) sous les maillots du Juan Aurich et du Defensor Lima, respectivement. 
Au niveau international, il participe à deux éditions de la Copa Libertadores (1969 avec le Sporting Cristal et 1974 avec le Defensor Lima) où il marque un total de six buts en 11 matchs disputés.

## Palmarès
| Juan Aurich - Championnat du Pérou : - Meilleur buteur : 1972 (20 buts). |  | Defensor Lima - Championnat du Pérou (1) : - Champion : 1973. - Meilleur buteur : 1973 (25 buts). |  | Unión Huaral - Championnat du Pérou (1) : - Champion : 1976. |